# Kalevala (epos)

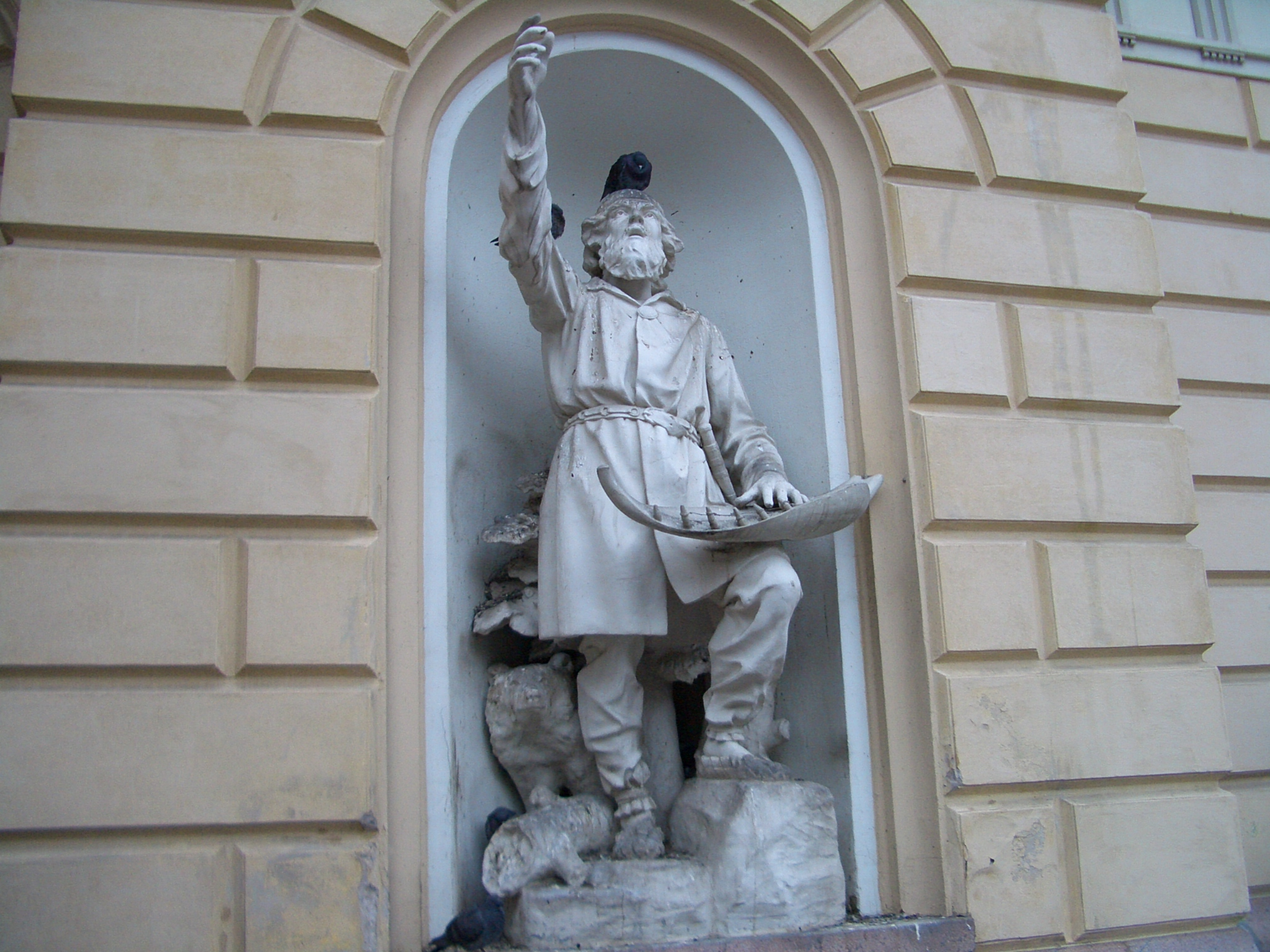
Väinämöinen met kantele gemaakt uit een groot kaakbeen en paardenharen

De Kalevala is het Finse nationale epos. Het werk werd samengesteld door de folklorist en arts Elias Lönnrot op basis van mondeling overgeleverde Karelische en Finse volkspoëzie. De eerste versie dateert uit 1835, de uiteindelijke uit 1849. Het epos is de hoeksteen van de Finse nationale identiteit. Het had invloed op tal van Finse kunstenaars, maar het is dankzij vertalingen in ruim vijftig talen ook buiten Finland bekend geworden.

## Inhoud

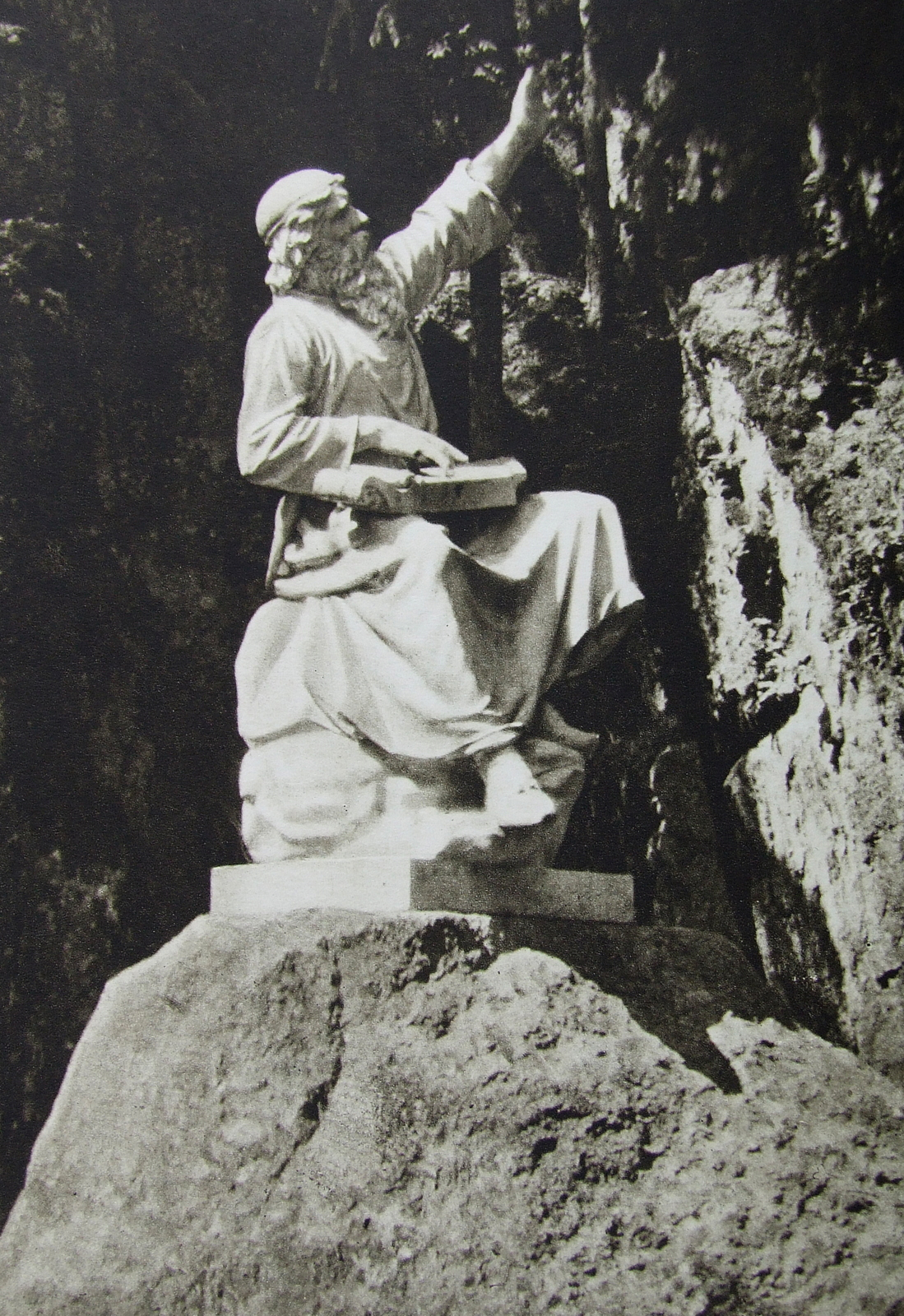
Väinämöinen zingt, dit standbeeld werd vernietigd in de Tweede Wereldoorlog

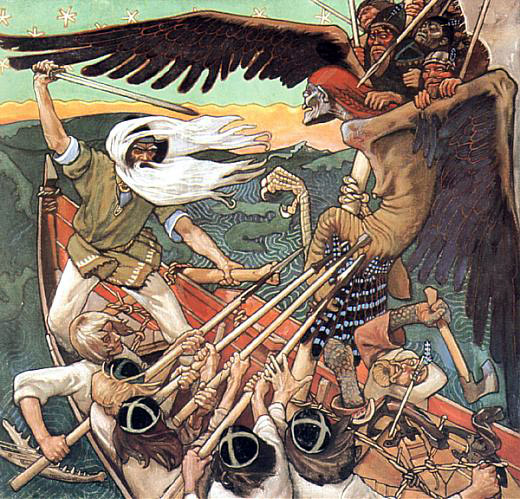
De verdediging van de sampo (Gallen-Kallela, 1896)

De  Kalevala (Land van Kaleva; de klemtoon ligt op de eerste lettergreep) is een caleidoscoop van verhalen, die voor een deel los van elkaar staan. Het belangrijkste personage is Väinämöinen, zanger, tovenaar en bespeler van de kantele, het Finse snaarinstrument. Hij is de zoon van Ilmatar, de Luchtgodin en Watermoeder. De Kalevala begint met een scheppingsverhaal, waarin hemel, aarde, zon en maan ontstaan uit brilduikereieren die zijn gelegd op de knie van Ilmatar. In de eerste zang verschijnt ook Väinämöinen ten tonele.
Andere belangrijke figuren in het epos zijn de smid Ilmarinen en de krijger Lemminkäinen. Ilmarinen is de maker van de sampo, een wondervoorwerp dat wordt gemaakt voor Louhi, de heerseres van het vijandige Pohjola (Noordland), die in ruil haar dochter belooft. Later wordt de sampo door de helden uit Kalevala uit Pohjola ontvoerd, waarbij hij in stukken breekt. De sampo brengt voorspoed en welvaart, ook nadat hij gebroken is. De strijd om dit voorwerp is een rode draad in het epos.
Zes zangen zijn gewijd aan de lotgevallen van de tragische held Kullervo, de wraakzuchtige slaaf die zonder het te weten zijn zuster verleidt en zich ten slotte in zijn eigen zwaard stort. Deze losstaande Kullervo-episode maakte nog geen deel uit van de Kalevala-versie van 1835.
Naast de heldenverhalen bevat de Kalevala niet-verhalende passages, zoals richtlijnen voor bruid en bruidegom en verhandelingen over het brouwen van bier en de bewerking van ijzer.

## Vorm

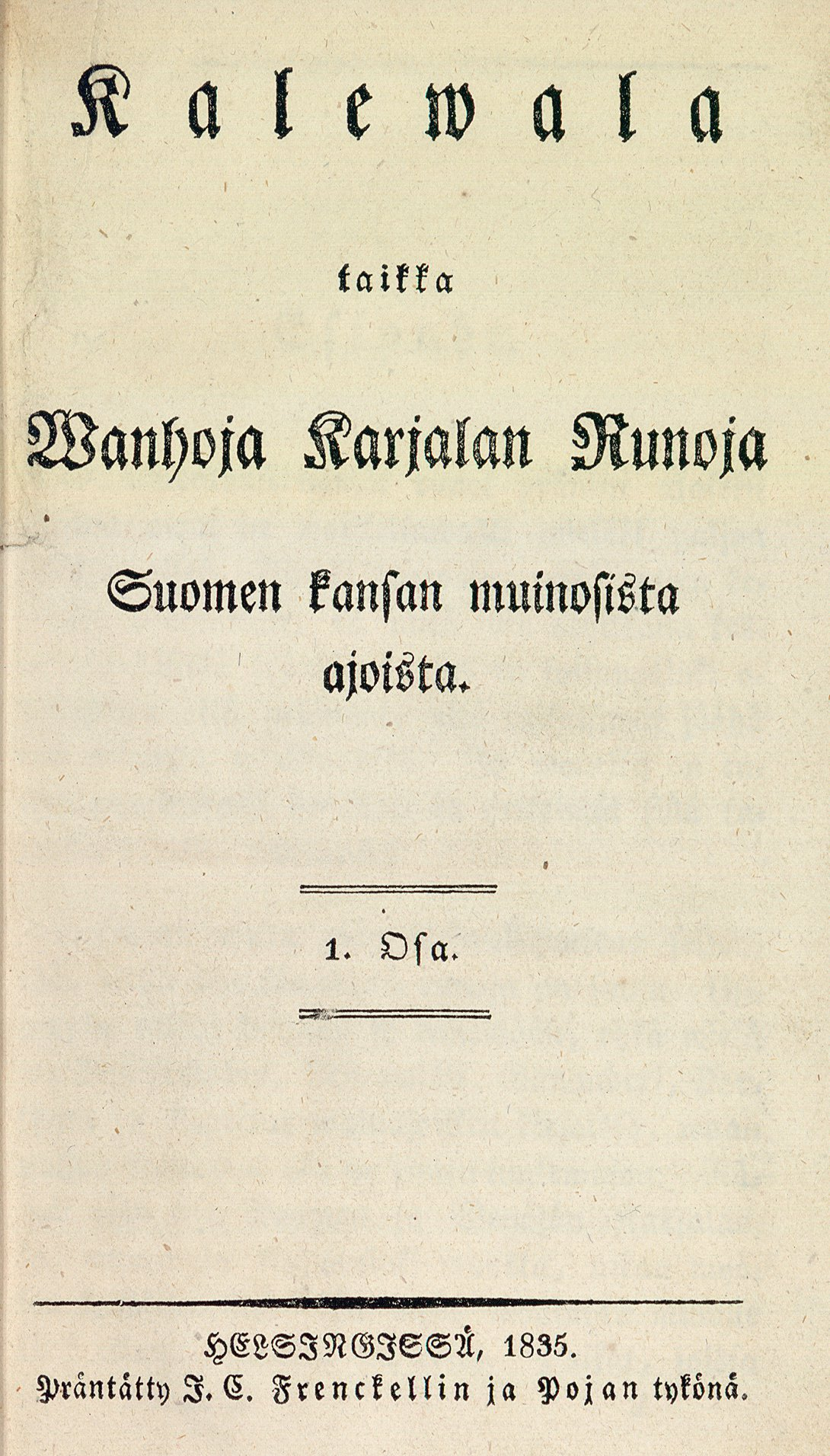
De Kalevala van 1835

De Kalevala bestaat uit vijftig zangen (het Finse woord, runo, wordt soms ook met rune vertaald, maar heeft slechts indirect te maken met de oud-Germaanse runentekens). Deze zangen bestaan uit blanke versregels (bij elkaar 22.795) die zijn opgezet in een eenvoudig, karakteristiek "Kalevala-ritme": elke regel bestaat uit vier trocheeën en wordt gevolgd door een tweede regel, die de eerste inhoudelijk parafraseert, nuanceert of vaak ook versterkt.
Eindrijm mag in de Kalevala ontbreken, alliteratie of stafrijm wordt veelvuldig gebruikt. Het Fins leent zich daar bij uitstek voor, omdat deze taal slechts een beperkt aantal (11) medeklinkers telt waarmee een woord kan beginnen. In vertalingen van de Kalevala moet een groot deel van deze alliteraties dan ook worden prijsgegeven.
Ter illustratie een fragment uit de eerste zang (r. 289-295):
Vaka vanha Väinämöinen
kulki äitinsä kohussa
kolmekymmentä keseä
yhen verran talviaki,
noilla vienoilla vesillä
utuisilla lainehilla.
En een Nederlandse vertaling (Mies le Nobel, uitg. Vrij Geestesleven, 1985):
Väinämöinen, oud en wakker,
wacht nog in de schoot der moeder,
dertig zomers lang nog wacht hij,
dertig lange winters toeft hij
nog in sluimerstille golven,
in de nevelrijke wateren.

## Ontstaan

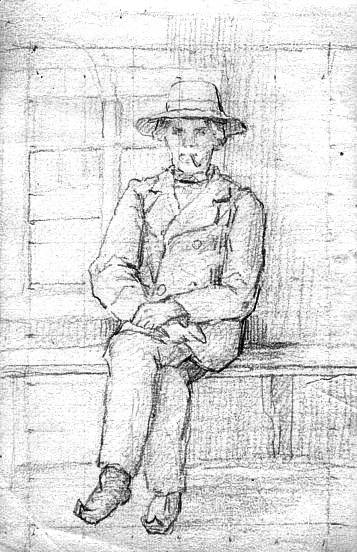
Elias Lönnrot, getekend door Eva Ingman

De Kalevala is de vrucht van de reizen van Elias Lönnrot (1802-1884), die van beroep arts was, maar bijzonder geïnteresseerd was in de Finse taal en folklore (hij promoveerde op de Finse volksgeneeskunst). De ruim duizend jaar oude mondelinge volksoverlevering was in het oostelijke Karelië nog levend en vooral in dit gebied ondernam hij tussen 1828 en 1834 dan ook een groot aantal reizen om het materiaal te verzamelen dat de basis zou vormen van zijn epos. Zijn praktijk vestigde hij te Kajaani, aan de rand van Karelië.
Het eerste resultaat was de zogenaamde Proto-Kalevala uit 1833 (eigenlijk Runokokous Väinämöisestä, Gedichtenverzameling over Väinämöinen). Twee jaar later volgde de eigenlijke Kalevala (voluit Kalewala taikka Wanhoja Karjalan Runoja, Kalevala ofte Oude Karelische Zangen). Deze eerste versie, de Oude Kalevala van 1835, bestond uit 32 zangen met 12.078 versregels en werd uitgegeven door het Finse Literaire Genootschap (Suomalaisen Kirjallisuuden Seura), waarvan Lönnrot een van de oprichters was. De datum van de voltooiing van deze versie, 28 februari, heeft in Finland de status van Kalevaladag.
Op de Kalevala volgde de minder bekende Kanteletar (1840-41), eveneens het resultaat van Karelisch veldwerk. In 1849 voltooide Lönnrot de Nieuwe Kalevala, die 50 zangen en 22.795 versregels telde en dus bijna twee keer zo omvangrijk was. De eigen inbreng van de auteur Lönnrot in deze nieuwe versie was groter dan in de oorspronkelijke. De Nieuwe Kalevala vertoont dan ook veel meer interne samenhang.
In de periode tussen 1835 en 1849 was de Kalevala al vertaald en had Lönnrot zijn doel al bereikt: aan te tonen dat uit de boezem van een kleine natie evengoed een oeroud, voorchristelijk epos kon voortkomen als de Odyssee en de Ilias van de oude Grieken of het Nibelungenlied van de Germanen.

## Invloed

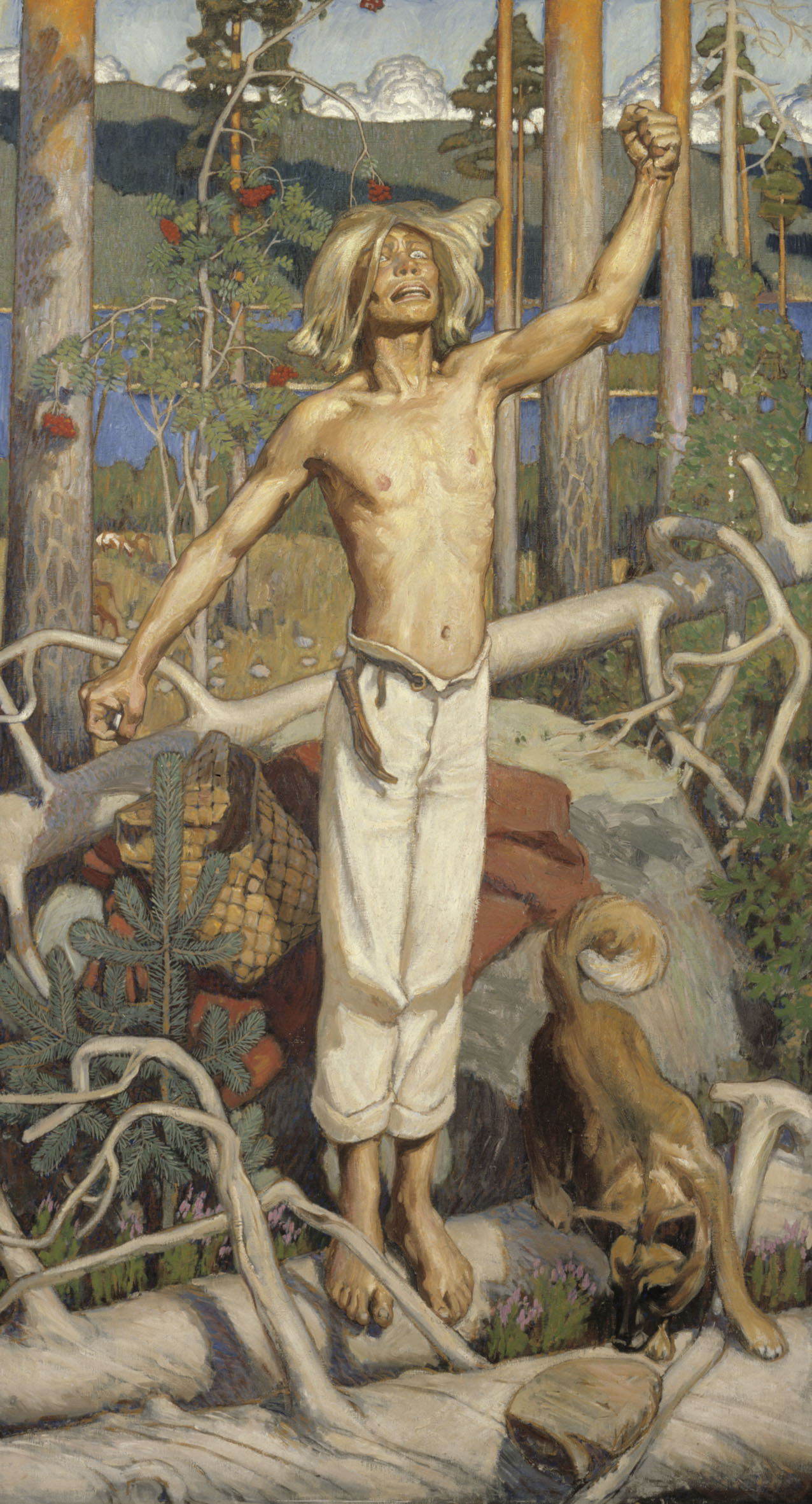
Kullervo's vloek (Gallen-Kallela, 1899)

Het epos is van groot belang geweest bij het vormen van de Finse nationale identiteit. Het had veel invloed op tal van Finse kunstenaars. Het hoogtepunt van deze belangstelling en invloed wordt ook wel aangeduid als karelianisme.
In de muziek is Jean Sibelius (1865-1957) van hen verreweg de invloedrijkste geweest. Hij verwerkte Kalevala-materiaal in zijn symfonische gedicht Pohjola's dochter (Pohjolan tytär, 1906), in de Lemminkaïnen-legenden (waaronder De zwaan van Tuonela, Tuonelan joutsen, 1893), het orkestlied Luonnotar (1913) en de koorsymfonie Kullervo (1892). Andere voorbeelden zijn de opera Kullervo van Aulis Sallinen (1988) en de Kalevala-suite van Uuno Klami (1933-43). De Est Veljo Tormis zette ter gelegenheid van de 150e verjaardag van het epos de zeventiende zang op muziek (Kalevala XVII runo, 1985).
In de schilderkunst heeft Akseli Gallen-Kallela (1865-1931) de belangrijkste rol gespeeld. Hij decoreerde het beroemde Finse paviljoen van de Parijse wereldtentoonstelling van 1900 met fresco's met Kalevala-motieven. Zijn bekendste Kalevala-schilderijen zijn De verdediging van de Sampo (Sammon puolustus, 1896), De wraak van Joukahainen (Joukahaisen kosto, 1897), Lemminkäinens moeder (Lemminkäisen äiti, 1897) en Kullervo's vloek (Kullervon kirous, 1899). In 1922 illustreerde hij de zogenaamde Koru-Kalevala (Juweel-Kalevala).
Als literair werk is de Kalevala uiteraard ook in de literatuur van grote invloed geweest. Dichters als Eino Leino lieten zich stilistisch door het epos beïnvloeden. Het epos strekte zijn werking door middel van vertalingen echter tot ver buiten het Finse taalgebied uit. Britse schrijvers als J.R.R. Tolkien (die zijn kunsttaal Quenya op het Fins baseerde) en C.S. Lewis lieten zich door de Kalevala inspireren. De Song of Hiawatha van de Amerikaan Henry Wadsworth Longfellow, die Fins kende, wordt veelvuldig in verband gebracht met het Finse epos. In Estland en Letland, die net als Finland in de negentiende eeuw in tsaristisch Rusland lagen, kwamen respectievelijk de epen Kalevipoeg (1853-1862) en Lāčplēsis tot stand, die evenals de Kalevala gebaseerd waren op plaatselijke overleveringen en dezelfde functie hadden als de Kalevala: de vormgeving van een nationale identiteit van een zichzelf ontdekkende kleine natie. Friedrich Reinhold Kreutzwald, de auteur van het Estische epos (en net als Lönnrot arts), besloot pas na kennismaking met de (Duitse vertaling van de) Kalevala om zijn werk in verzen te schrijven.
De Kalevala stond in hoog aanzien bij Rudolf Steiner en staat dat nog steeds bij zijn antroposofische geestverwanten. De recentste metrische Nederlandse Kalevala-vertaling verscheen dan ook bij een antroposofische uitgeverij.

## Vertalingen

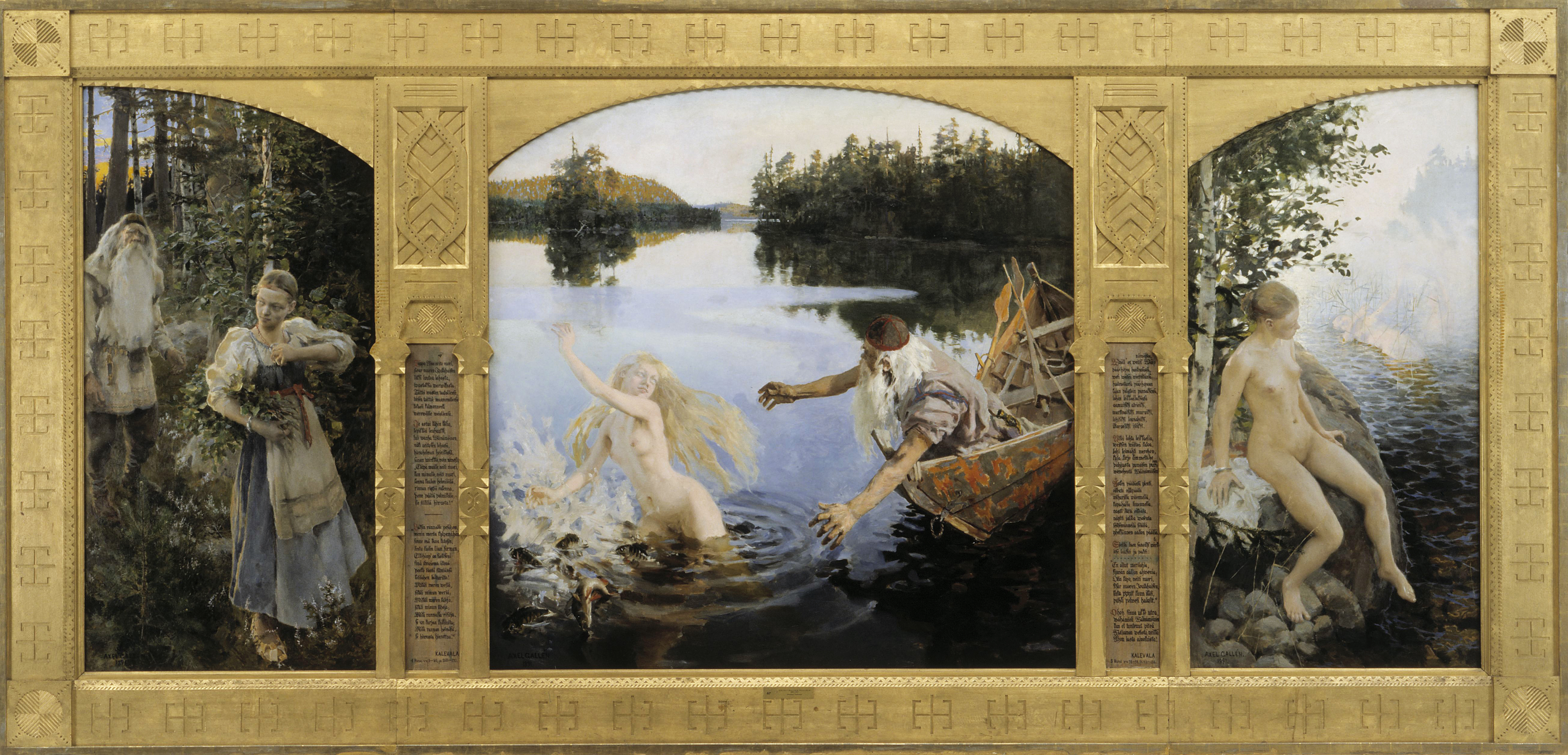

De Kalevala is van meet af aan vertaald. Het Finse Literaire Genootschap subsidieerde, mede om politieke redenen, de vertaling van het werk in het Zweeds en het Duits: de eerste taal maakte het epos ook toegankelijk voor de Zweedse intelligentsia, die vaak geen Fins kende. De taalkundige Matthias Alexander Castrén droeg zorg voor de eerste Zweedse versie (1841). Zijn Duitse vakgenoot Jacob Grimm vertaalde gedeelten in het Duits. De eerste volledige (en metrische) Duitse vertaling was die van Anton Schiefner uit 1852: dit was een van de invloedrijkste versies. De Est Kreutzwald ontleende er het idee aan om zijn Kalevipoeg in soortgelijke verzen op te zetten. De Schiefner-versie werd later door Martin Buber herzien en de aldus ontstane versie was de grondtekst van de "antroposofische" Nederlandse Kalevala-vertaling van Mies le Nobel (1985).
Eerder dan in het Duits was er een Franse versie voorhanden: dit was een prozavertaling van Louis Léouzon le Duc uit 1845 met als titel La Finlande. Nog in de negentiende eeuw kwamen ook Engelse, Estische, Hongaarse, Russische en Tsjechische vertalingen tot stand. De eerste Nederlandse Kalevala was een bewerking voor kinderen uit 1905.
De Kalevala is inmiddels in 51 talen vertaald, waaronder het Armeens, het Swahili en het Tamil. Ook in het Nederlands zijn in de 20e eeuw verschillende vertalingen en bewerkingen verschenen, maar een uit het Fins vertaalde metrische Kalevala in het Nederlands is nooit uitgegeven. In dit verband moet nog wel de naam van de priester Henrik Hartwijk worden genoemd, die de Kalevala weliswaar vertaalde, maar wiens vertaling nooit werd gepubliceerd en grotendeels verloren is gegaan.

## Trivia
De maan uit het sprookje De maan, uit Kinder- und Hausmärchen, lijkt op de sampo.
Kullervo vertoont veel gelijkenissen met het verhaal van Turin Turambar van J.R.R. Tolkien, net als zijn elfentaal Quenya die voor een groot deel gebaseerd is op het Fins. Daarnaast vertonen de Kalevala en Tolkiens verhalen talloze overeenkomstige elementen.